# Шельфовый ледник Эймери
Ше́льфовый ледни́к Э́ймери — шельфовый ледник в Восточной Антарктиде, между Берегами Ларса Кристенсена (Земля Мак-Робертсона) и Ингрид Кристенсен (Земля Принцессы Елизаветы).

## Описание
Протяжённость ледника с юга на север составляет около 250 км, с востока на запад — около 200 км. Площадь ледника равна 40 тыс. км², однако она периодически изменяется из-за откалывания гигантских айсбергов. Высота ледника составляет 25-50 м, толщина льда изменяется от 200 м в мористой до 800 м в тыловой части ледника. На юге ледник Эймери причленяется к леднику Ламберта, который служит основным источником питания первого.

## История
Ледник был открыт в 1931 году Британско-австрало-новозеландской экспедицией и назван в честь Уильяма Эймери — представителя правительства Великобритании в Австралии.

## Движение льда
В 2019 году от шельфового ледника Эмери откололся айсберг D28 толщиной в 210 метров, массой 315 млрд тонн и площадью 1636 км², что больше площади Санкт-Петербурга. В июне 2021 учёными была обнаружена пропажа озера на поверхности ледника. По их мнению, талая вода, долго накапливавшаяся в глубоком озере, расколола толщу льда (до 1400 м.) и быстро утекла в океан.